# فرودگاه چیمبرلین یواس‌اف‌اس
فرودگاه چیمبرلین یواس‌اف‌اس (به انگلیسی: Chamberlain USFS Airport) یک فرودگاه همگانی بهره‌برداری هوایی است که یک باند فرود چمن و خاک دارد و طول باند آن ۱۲۵۰ متر است. این فرودگاه در کشور ایالات متحده آمریکا قرار دارد و در ارتفاع ۱۷۵۷ متری از سطح دریا واقع شده‌است.